# Masked Rider: il cavaliere mascherato
Masked Rider: il cavaliere mascherato (Masked Rider) è una serie televisiva di fantascienza del 1995 composta da 40 episodi e ambientata negli Stati Uniti. Il telefilm, prodotto dalla Saban Entertainment e trasmesso inizialmente su Fox Kids dal 16 settembre 1995, è basato sul tokusatsu giapponese Kamen Rider Black RX, nona serie del popolare show giapponese Kamen Rider.
In questa versione riadattata per il mercato statunitense viene presentato come uno spin-off di Power Rangers, per sfruttare il successo di questi come lancio per la serie (il personaggio di Masked Rider compare per la prima volta in una storia in tre episodi che apre la terza stagione dei Power Rangers).
Le scene d'azione sono quelle della serie originale giapponese, ricucite e montate insieme alle sequenze della serie statunitense. La serie è stata trasmessa per la prima volta in Italia dal 23 settembre 1996.

## Trama
Il protagonista è il principe alieno Dex, interpretato da Ted Jan Roberts, che, quando i mostri del suo malvagio zio Count Dregon attaccano la Terra, si trasforma in Masked Rider. Dex atterra attraverso un passaggio dimensionale sulla Terra, proprio di fronte alla casa degli Stewart, famiglia multietnica. Insieme a Dex c'è anche l'animaletto Ferbus, al cui pelo il capofamiglia Stewart sembra essere allergico. Nelle sue battaglie Masked Rider è aiutato dalla moto Crono e dall'auto Magno, veicoli blindati dotati di intelligenza artificiale e nascosti in una grotta.

## Edizione italiana
La serie fu trasmessa nel 1996 su Italia 1; l'edizione italiana è stata curata dalla Deneb Film di Milano, i dialoghi sono di Nicola Bartolini Carrassi e Patrizia Scianca e la direzione del doppiaggio di Guido Rutta. La canzone italiana era cantata da Marco Destro.

## Episodi
| Stagione       | Episodi | Prima TV USA | Prima TV Italia |
| -------------- | ------- | ------------ | --------------- |
| Prima stagione | 40      | 1995-1996    | 1996            |